# 26922 Samara
26922 Samara è un asteroide della fascia principale. Scoperto nel 1996, presenta un'orbita caratterizzata da un semiasse maggiore pari a 3,1034435 UA e da un'eccentricità di 0,1368822, inclinata di 2,37801° rispetto all'eclittica.